# Lobatocerebrida
Lobatocerebrida – grupa zwierząt uznawana w niektórych systemach klasyfikacji za osobny typ o niejasnej pozycji systematycznej. Opisano trzy gatunki należące do jednego rodzaju Lobatocerebrum. Gatunek Lobatocerebrum psammicola poznano w 1980 roku.
Grupa obejmuje hermafrodytyczne, morskie zwierzęta dwubocznie symetryczne, trójwarstwowe, o niesegmentowanej budowie, długości 2-4 mm. Ciało pokryte jest orzęsionym oskórkiem. Występuje wór powłokowo-mięśniowy zbudowany z zewnętrznych mięśni podłużnych i wewnętrznych okrężnych. Nie mają celomy, układu krążenia ani układu oddechowego. Układ pokarmowy ma otwór odbytowy. Narządami wydalniczymi są protonefrydia. W układzie nerwowym występuje płatowaty mózg sporej wielkości oraz para brzuszno-bocznych pni nerwowych, z których każdy zawiera zwój zamózgowy i dwa zwoje zagardzielowe. Gonady są nieparzyste, szczegóły rozmnażania nie są znane. Żyją na dnie morza.
Pierwotnie rodzaj Lobatocerebrum został umieszczony w osobnej rodzinie Lobatocerebridae i zaliczony do skąposzczetów (Oligochaeta). Zwracano także uwagę na podobieństwa do wirków (Turbellaria), takie jak brak celomy, urzęsienie ciała czy obecność protonefrydiów. Gatunek ten miałby ilustrować możliwość pochodzenia niektórych płazińców od przodków zawierających wtórną jamę ciała. Jeszcze inni przypisują Lobatocerebrida bazalną pozycję w obrębie Trochozoa i zaprzeczają ich powiązaniom z pierścienicami.